# جنسی (کالیفرنیا)
جنِسی (به انگلیسی: Genesee) یک منطقهٔ مسکونی در ایالات متحده آمریکا است که در شهرستان پلوماس، کالیفرنیا واقع شده‌است. جنسی ۱٬۱۲۸ متر بالاتر از سطح دریا واقع شده‌است.